# Formule Vee

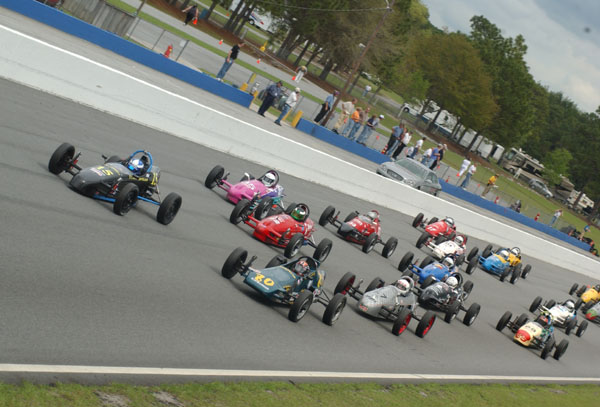
De 45e verjaardag van de Formule Vee-klasse wordt in april 2008 gevierd op de Roebling Road Raceway nabij Savannah, Georgia in de VS.

Formule Vee (soms ook Formule V of Formule VW genoemd) is een raceklasse met eenzitterformulewagens op basis van een Volkswagen Kever. Deze 'spec'-formule ontstond in 1963 in de Verenigde Staten en groeide uiteindelijk uit tot een van de populairste instapklassen in de autosport. In vergelijking met bijvoorbeeld Formule Ford en Formule BMW kenmerkt de Formule Vee zich door de lagere kosten.

## Geschiedenis

### Ontstaan
Formule Vee kwam rond 1963 in de Verenigde Staten van de grond nadat enkele hobbyisten en ondernemers de Italiaanse autobouwer Nardi opdracht hadden gegeven tot het maken van een prototype van een kleine formuleracewagen op basis van Volkswagenonderdelen, waaronder de motor, voorwielophanging, wielen en transmissie van een gewone Kever. Het doel hiervan was om een gespecialiseerde maar betaalbare formuleklasse op te richten door het gebruik van componenten uit een doorsnee-auto. De constructie van een formulewagen op basis van deze onderdelen was relatief simpel en streng gereguleerd; opvoeren van de racewagens was slechts in zeer beperkte mate toegestaan om het oplopen van de kosten voor deelnemers te vermijden. Het gebruik van vleugels of 'wings' (feitelijk spoilers) voor het verkrijgen van downforce kwam (en komt) in de Formule Vee niet voor.

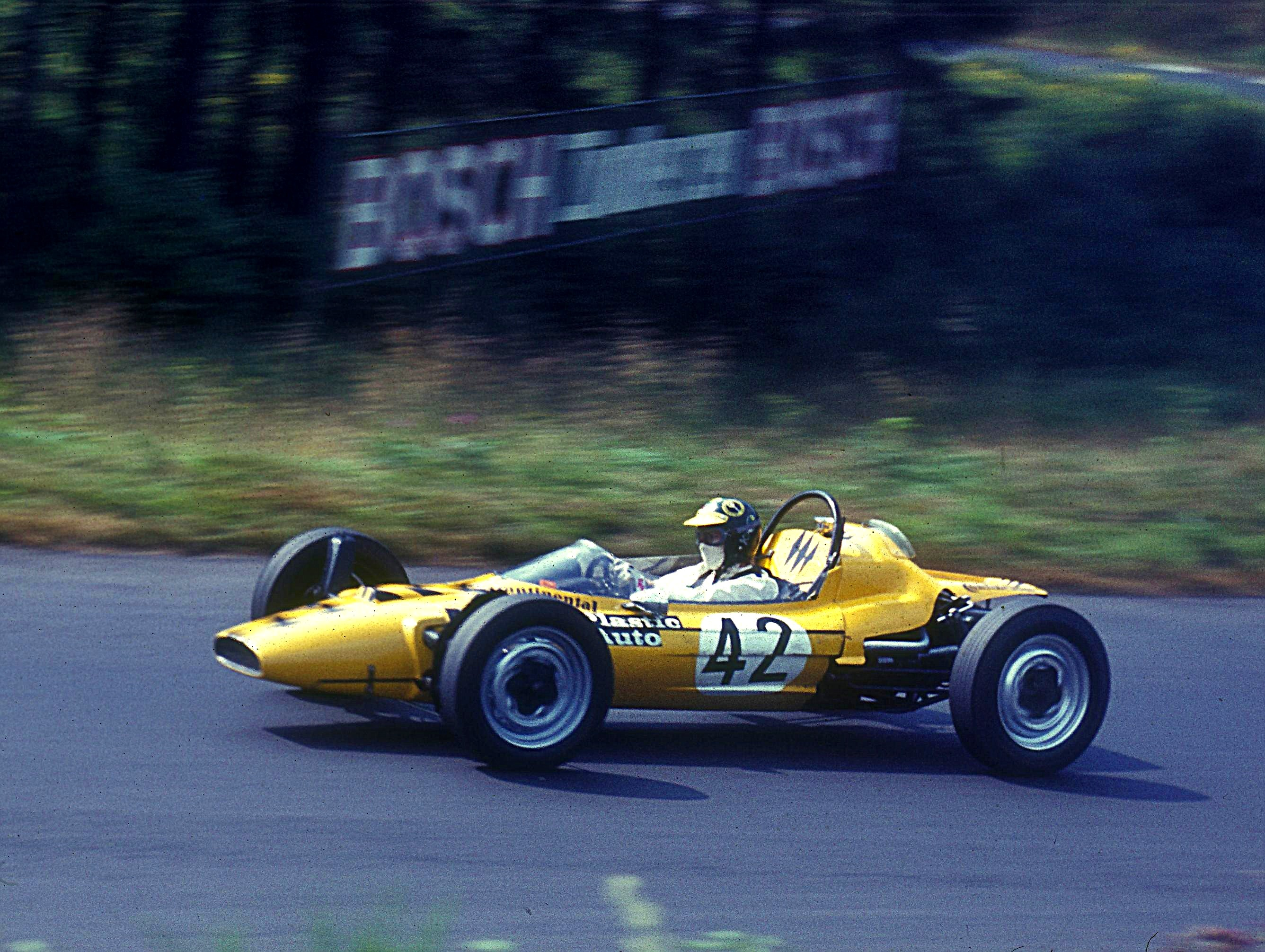
Olympic Formule Vee-wagen in 1969 met Hannelore Werner op de Nürburgring.

### Komst naar Europa
De eerste races vonden plaats in de VS op het circuit van Savannah (Roebling Road). Europese Porsche- en VW-vertegenwoordigers bemerkten na enkele jaren het groeiende succes van de nog kleine formuleklasse en importeerden een tiental wagens van de merken Formcar en Beach uit de VS. In Duitsland kwam de Veeklasse het eerste op gang na demonstratieritten bij de heuvelklimrit van Eberbach in mei 1965 en op het vliegveldcircuit van Mainz-Finthen. De eerste officiële Europese race vond plaats met door Porsche geïmporteerde Vee-wagens op de Norisring in Neurenberg.

### Modernisering
Vooral na 1965 sloeg de Formule Vee aan. Veel kleinere bedrijven en hobbyisten ontwikkelden hun eigen chassis op basis van de Kevercomponenten. Het vermogen van de oorspronkelijke Kevermotor groeide in de loop van de jaren zestig van ongeveer 40 naar circa 70 pk in 1969. De topsnelheden liepen daardoor op van circa 150 km/u tot circa 190 km/u. De bereikte rondetijden lagen door het geringe gewicht van de kleine eenzitters vooral op bochtige circuits vaak op het niveau van professionele sportwagens, zoals de Porsche 911. Zowel in Europa als in de VS en Australië deden uiteindelijk honderden coureurs mee aan Formule Vee-races, waaronder enkele latere F1-wereldkampioenen als Jochen Rindt, Keke Rosberg en Niki Lauda, en de meervoudige Indy 500-winnaars Emerson Fittipaldi en Arie Luyendyk.
Vanaf 1970 werden de regels voor het opvoeren van de Formule Vee-wagens uiteindelijk versoepeld; zo mocht de voorheen verplichte standaard luchtkoeling van de VW Kever worden verwijderd en mochten er twee carburateurs worden gebruik in plaats van de standaard enkele carburateur. Oplopende snelheden en dito kosten mondden uiteindelijk uit in de lancering van de Formule Super Vee, waarbij de wagens deels nog wel op Keveronderdelen waren gebaseerd, maar met motorvermogens tot 120 pk, vleugels en topsnelheden tot 220 km/u uiteindelijk meer leken op Formule 3-wagens. Door de sterk oplopende kosten verloor deze Super Vee-klasse uiteindelijk aan populariteit.
De Formule Vee bleef in zijn meer oorspronkelijke vorm, met VW-motoren van 1200 tot 1600 cc, tot na het jaar 2000 redelijk populair als instapklasse, al bereikten de deelnemersaantallen niet meer de recordhoogten van de jaren zestig. In de VS, Canada en Australië wordt nog steeds min of meer volgens het oorspronkelijke recept met Vee-wagens geracet, zij het dat in sommige series het gebruik van slicks is toegestaan. De bereikte topsnelheden en motorvermogens van circa 60 pk liggen daarbij door de strenge reguleringen nog altijd ongeveer op het niveau van de jaren zestig, zodat ook oudere Vee-wagens vaak kunnen bijblijven. Deze authentieke Vee's worden daarnaast ook in historische formuleraces ingezet.
Anno 2022 werden Formule Vee-klassen georganiseerd in onder meer de Verenigde Staten, Canada, Ierland, het Verenigd Koninkrijk, Zuid-Afrika, Australië en Nieuw-Zeeland.

### Specificaties
Volgens de Sports Car Club of America (SCCA), die de Formule Vee-klassen in de Verenigde Staten organiseert, kostte een Formule Vee-auto in 2008 ongeveer 15.000 dollar en lagen de onderhoudskosten rond de 700 dollar per race. De auto's haalden een topsnelheid van 190 km/u en waarbij de rijders in de bochten een kracht van zo'n 1,6 g kregen te verduren. Het minimumgewicht van een wagen lag, inclusief het gewicht van de coureur, op 465 kilogram.